# Monuments nationaux de Maglaj
Cet article recense les monuments nationaux situés sur le territoire de la municipalité de Maglaj en Bosnie-Herzégovine et dans la fédération de Bosnie-et-Herzégovine. La liste établie par la Commission pour la protection des monuments nationaux compte 4 monuments nationaux inscrits sur la liste principale et 2 monuments inscrits sur une liste provisoire.

## Monuments nationaux
| Monument                                            | Localité | Géolocalisation | Datation                    | Commentaire éventuel             | Photo |
| --------------------------------------------------- | -------- | --------------- | --------------------------- | -------------------------------- | ----- |
| Église Saint-Élie de Maglaj                         | Maglaj   |                 | 1906-1908                   |                                  |       |
| Mosquée de Kalavun Jusuf-pacha (Kuršumlija džamija) | Maglaj   |                 | ?                           | Avec le cimetière et la fontaine |       |
| Forteresse de Maglaj                                | Maglaj   |                 | Moyen Âge, période ottomane |                                  |       |
| Konak de la famille Uzeirbegović                    | Maglaj   |                 | Vers 1875                   | Konak                            |       |

## Liste provisoire
| Monument               | Localité | Géolocalisation | Datation | Commentaire éventuel | Photo |
| ---------------------- | -------- | --------------- | -------- | -------------------- | ----- |
| Mosquée de Fazli-pacha | Maglaj   |                 |          |                      |       |
| Fontaine Tabhana       | Maglaj   |                 |          |                      |       |